# Percheval van den Noquerstocque
Percheval van den Noquerstocque (ovl. 1418) was een priester afkomstig uit een patriciërsfamilie uit Geraardsbergen.  Hij was werkzaam te Brugge en later zanger in de pauselijke kapel van paus Martinus V. Hij was bevriend met de dichter Jan van Hulst, bekend van het Gruuthusehandschrift. 
In het Geraardsbergse handschrift staat een gedicht van Jan van Hulst dat aan Percheval is opgedragen.